# (500610) 2012 UK138
(500610) 2012 UK138 es un asteroide que forma parte del cinturón interior de asteroides más concretamente al grupo de Hungaria,, descubierto el 18 de septiembre de 2012 por el equipo del Mount Lemmon Survey desde el Observatorio del Monte Lemmon, Arizona, Estados Unidos.

## Designación y nombre
Designado provisionalmente como 2012 UK138. 

## Características orbitales
2012 UK138 está situado a una distancia media del Sol de 1,882 ua, pudiendo alejarse hasta 2,069 ua y acercarse hasta 1,695 ua. Su excentricidad es 0,099 y la inclinación orbital 20,67 grados. Emplea 943,464 días en completar una órbita alrededor del Sol.

## Características físicas
La magnitud absoluta de 2012 UK138 es 18,6. 